# Aulacocephalodon
Aulacocephalodon es un género extinto de terápsidos anomodontos que vivieron durante el periodo Pérmico de Sudáfrica y Zambia. Se han nombrado dos especies, la especie tipo A. baini y la segunda especie A. peavoti, si bien no es claro que esta última realmente pertenezca al género.

## Características
Aulacocephalodon era un animal grande, con un cráneo de más de 50 cm de longitud. El paladar posee un hueso palatino grande en forma de hoja. El dentario presenta un surco longitudinal a lo largo del margen dorsal, denominado surco del dentario. Tenía el hocico ancho, con el ángulo anterior del premaxilar formando una afilada lámina transversa que seguramente era utilizada para cortar la vegetación de la que se alimentaba.

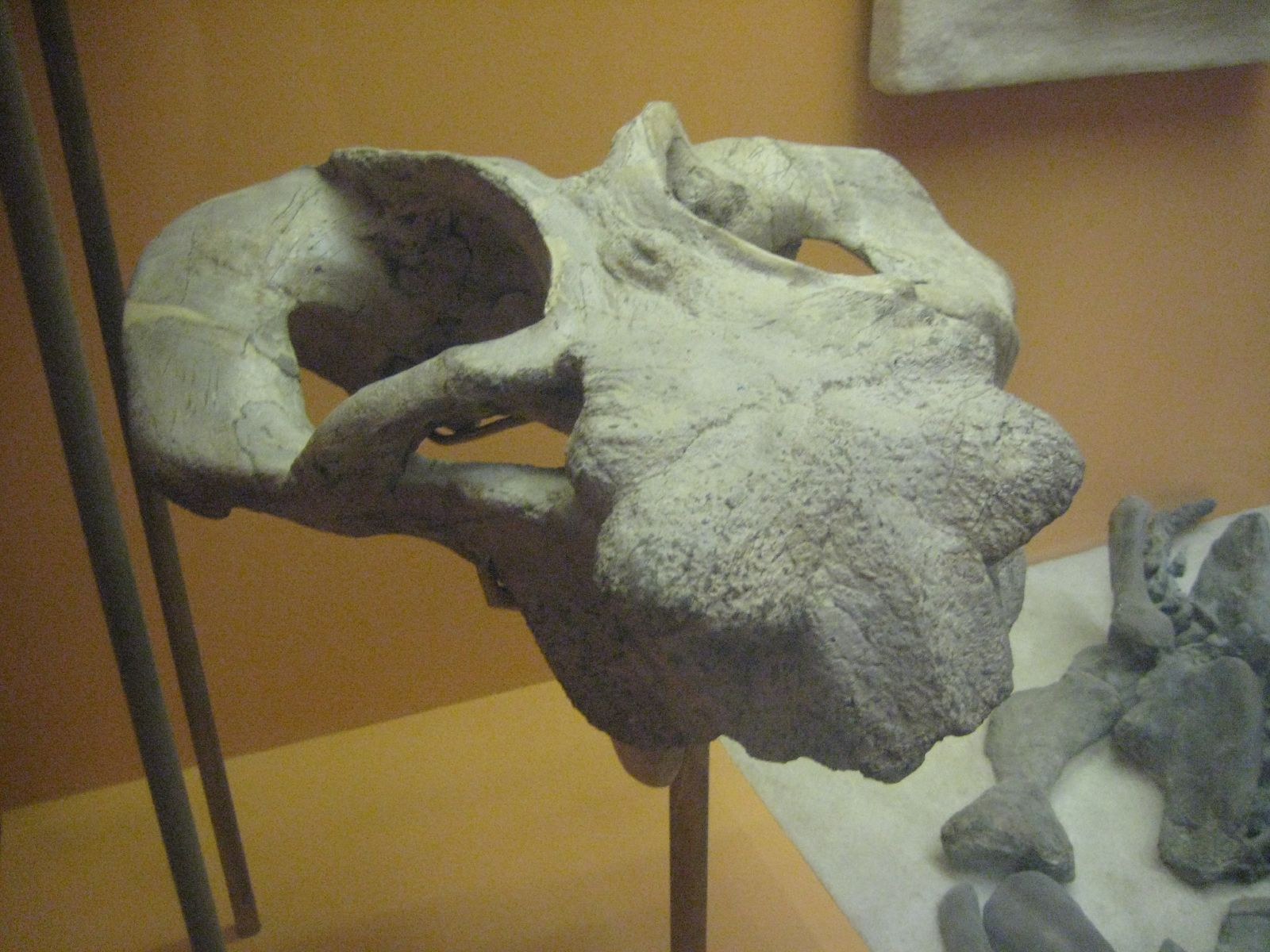
Cráneo de Aulacocephalodon baini
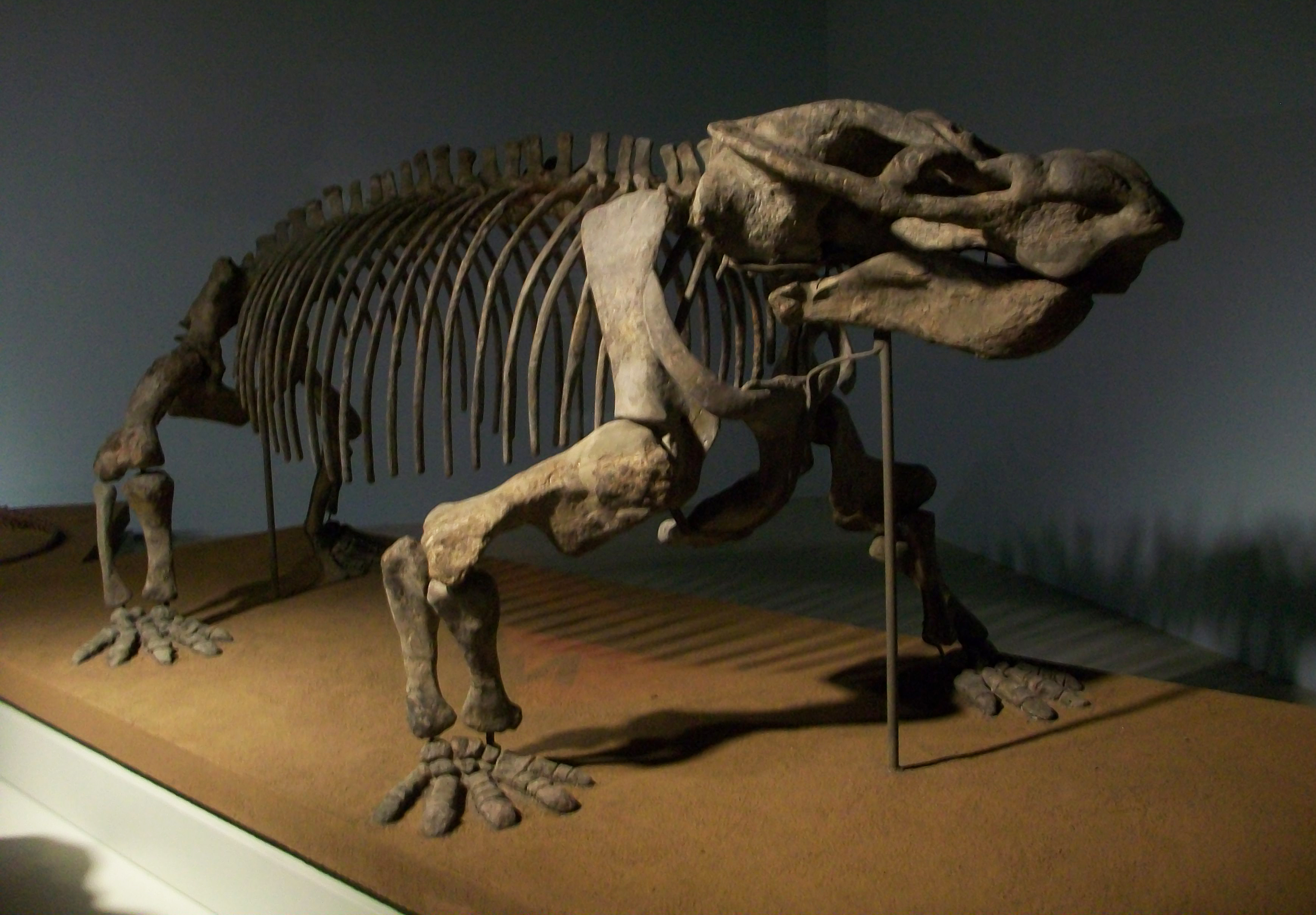
Esqueleto de A. peavoti en el Museo Field de Historia Natural